# Winter-Asienspiele 2025/Teilnehmer (Hongkong)
| Gelbes Symbol für Goldmedaillen mit stilisierten Olympischen Ringen | Graues Symbol für Silbermedaillen mit stilisierten Olympischen Ringen | Braundes Symbol für Bronzemedaillen mit stilisierten Olympischen Ringen |
| ------------------------------------------------------------------- | --------------------------------------------------------------------- | ----------------------------------------------------------------------- |
| —                                                                   | —                                                                     | —                                                                       |

Hongkong nahm an den Winter-Asienspiele 2025 in Harbin teil.

## Teilnehmer nach Sportarten

### Curling
| Wettbewerb             | Männer                                                                                  | Frauen | Mixed Doubles                                                                    |
| ---------------------- | --------------------------------------------------------------------------------------- | --- | -------------------------------------------------------------------------------- |
| Athleten               | Jason Chang Cheng Ching Nam Chung Cheuk Hei Ma Chi Lap Martin Yan Ho Tin                | Chan Ka Hu Pian Pian Hung Ling Yue Ada Shang Wing In Wong Yuen Ting                                                             | Ling-Yue Hung Martin Yan                                                         |
| Gruppenphase           | Volksrepublik China (2:9) Thailand (16:1) Japan (7:3) Katar (10:2) Saudi-Arabien (15:1) | Philippinen (2:7) Thailand (9:3) Südkorea (2:9) Volksrepublik China (3:9) Chinesisch Taipeh (8:1) Katar (15:1) Kasachstan (3:6) | Japan (3:9) Chinesisch Taipeh (9:8) Thailand (14:5) Kuwait (11:2) Mongolei (9:2) |
| Qualifikationsrunde    | Kasachstan (8:5)                                                                        | ausgeschieden | Südkorea (4:11)                                                                  |
| Halbfinale             | Südkorea (2:13)                                                                         | ausgeschieden | ausgeschieden                                                                    |
| Finale/Spiel um Bronze | Volksrepublik China (3:10)                                                              | ausgeschieden | ausgeschieden                                                                    |
| Rang                   | 4                                                                                       | 6 | 5                                                                                |

### Eishockey
| Wettbewerb    | Männer |
| ------------- | --- |
| Athleten      | Ho Pong Chan Chung Pan Cheng Ching Ho Cheung Ryan Chu Colby Elmer Michael Kam Gan Tsz Wing Lam Yuen Chong Lee Tony Leung Randy Mak Cheuk Long Ngan Alvin Sham Michael Shum Bryan Tang Jasper Tang Hei Yu To Max Tong Tsan Lam Wang Ka Ho Wong Yannick Wong Yi Yam Yam Yau Howard Yuen |
| Gruppenphase  | Turkmenistan (5:1) Indien (30:0) Macau (26:1) |
| Zwischenrunde | Kirgisistan (6:5 n. V.) |
| Viertelfinale | Südkorea (0:20) |
| Halbfinale    | ausgeschieden |
| Finale        | ausgeschieden |
| Rang          | 7 |

| Wettbewerb  | Frauen |
| ----------- | --- |
| Athletinnen | Chau Nga Sze Katrina Cheng Man Ying Cheung Tsz Ching Cheung Wing Yan Agnes Chimg Chloe Beatriz Fong Janice Ho Qing Qing Estelle Claudia Ip Ophelia Kowk Hoi Kei Andrea Winola Lam Lau Yeuk Ting Leu Tsui Shan Aman Adrienne May Li Li Ching Laam Olivia Li Lloren Mok Hei Lam Renee Ng Jasmine So Hoi Kiu Tam Wing Hei Tsui Chi Yau Myra Apple Wang Charleen Wong Wong Ka Wing |
| Vorrunde    | Kasachstan (0:12) Südkorea (0:8) Chinesisch Taipeh (1:6) Thailand (1:2) |
| Hauptrunde  | ausgeschieden |
| Rang        | 7 |

### Eiskunstlauf
| Athleten             | Wettbewerbe | Kurzprogramm/ Rhythmustanz | Kurzprogramm/ Rhythmustanz | Kür    | Kür  | Gesamt | Gesamt |
| Athleten             | Wettbewerbe | Punkte                     | Rang                       | Punkte | Rang | Punkte | Rang   |
| -------------------- | ----------- | -------------------------- | -------------------------- | ------ | ---- | ------ | ------ |
| Frauen               |             |                            |                            |        |      |        |        |
| Joanna So            | Einzel      | 36,22                      | 15                         | 76,52  | 11   | 112,74 | 12     |
| Chow Hiu Yau         | Einzel      | 38,11                      | 13                         | 73,73  | 14   | 111,84 | 14     |
| Männer               |             |                            |                            |        |      |        |        |
| Lincoln Yuen Lap Kan | Einzel      | 54,24                      | 13                         | 101,38 | 12   | 155,62 | 12     |
| Jarke Zhao Heung Lai | Einzel      | 54,52                      | 12                         | 102,50 | 11   | 157,02 | 11     |

### Eisschnelllauf
| Athleten              | Wettbewerb | Zeit        | Rang |
| --------------------- | ---------- | ----------- | ---- |
| Frauen                |            |             |      |
| Nicole Law Ching Shun | 100 m      | 12,56 s     | 17   |
| Nicole Law Ching Shun | 500 m      | 46,87 s     | 19   |
| Nicole Law Ching Shun | 1000 m     | 1:37,38 min | 19   |
| Männer                |            |             |      |
| Sidney Chu            | 100 m      | 10,94 s     | 18   |
| Sidney Chu            | 500 m      | 39,42 s     | 18   |
| Sidney Chu            | 1000 m     | 1:19,38 min | 18   |

### Shorttrack
| Athleten                                          | Wettbewerb | Vorläufe     | Vorläufe | Viertelfinale | Viertelfinale | Halbfinale    | Halbfinale    | Finale A/B    | Finale A/B    | Rang          |
| Athleten                                          | Wettbewerb | Zeit         | Rang     | Zeit          | Rang          | Zeit          | Rang          | Zeit          | Rang          | Rang          |
| ------------------------------------------------- | ---------- | ------------ | -------- | ------------- | ------------- | ------------- | ------------- | ------------- | ------------- | ------------- |
| Frauen                                            |            |              |          |               |               |               |               |               |               |               |
| Nicole Law Ching Shun                             | 500 m      | 49,678 s     | 5        | ausgeschieden | ausgeschieden | ausgeschieden | ausgeschieden | ausgeschieden | ausgeschieden | ausgeschieden |
| Nicole Law Ching Shun                             | 1500 m     | 2:52,174 min | 4        | ausgeschieden | ausgeschieden | ausgeschieden | ausgeschieden | ausgeschieden | ausgeschieden | ausgeschieden |
| Lam Ching Yan                                     | 500 m      | 45,868 s     | 2        | 44,458 s      | 4             | ausgeschieden | ausgeschieden | ausgeschieden | ausgeschieden | ausgeschieden |
| Lam Ching Yan                                     | 1000 m     | 1:31,786 min | 2        | 1:35,088 min  | 3             | ausgeschieden | ausgeschieden | ausgeschieden | ausgeschieden | ausgeschieden |
| Lam Ching Yan                                     | 1500 m     | 2:34,118 min | 2        | —             | —             | 3:07,998 min  | 4             | 2:41,886 min  | 5             | 12            |
| Männer                                            |            |              |          |               |               |               |               |               |               |               |
| Sidney Chu                                        | 500 m      | 44,240 s     | 3        | ausgeschieden | ausgeschieden | ausgeschieden | ausgeschieden | ausgeschieden | ausgeschieden | ausgeschieden |
| Sidney Chu                                        | 1000 m     | 1:41,993 min | 2        | 1:28,973 min  | 5             | ausgeschieden | ausgeschieden | ausgeschieden | ausgeschieden | ausgeschieden |
| Sidney Chu                                        | 1500 m     | 2:24,516 min | 3        | —             | —             | 2:50,806 min  | 6             | 2:32,786 min  | 5             | 12            |
| Kwok Tsz Fung                                     | 500 m      | 44,242 s     | 2        | 44,527 s      | 5             | ausgeschieden | ausgeschieden | ausgeschieden | ausgeschieden | ausgeschieden |
| Kwok Tsz Fung                                     | 1000 m     | 1:28,840 min | 3        | 1:28,030 min  | 4             | 1:28,014 min  | 6             | 1:34,790 min  | 3             | 8             |
| Kwok Tsz Fung                                     | 1500 m     | 2:21,135 min | 4        | —             | —             | 2:28,550 min  | 6             | ausgeschieden | ausgeschieden | ausgeschieden |
| Kwok Tsz Ho                                       | 500 m      | 46,970 s     | 5        | ausgeschieden | ausgeschieden | ausgeschieden | ausgeschieden | ausgeschieden | ausgeschieden | ausgeschieden |
| Kwok Tsz Ho                                       | 1000 m     | 1:34,858 min | 4        | ausgeschieden | ausgeschieden | ausgeschieden | ausgeschieden | ausgeschieden | ausgeschieden | ausgeschieden |
| Kwok Tsz Ho                                       | 1500 m     | 2:34,361 min | 5        | ausgeschieden | ausgeschieden | ausgeschieden | ausgeschieden | ausgeschieden | ausgeschieden | ausgeschieden |
| Mixed                                             |            |              |          |               |               |               |               |               |               |               |
| Lam Ching Yan Nicole Law Kwok Tsz Fung Sidney Chu | Staffel    | —            | —        | PEN           | PEN           | ausgeschieden | ausgeschieden | ausgeschieden | ausgeschieden | ausgeschieden |

### Ski Alpin
| Athleten               | Wettbewerbe | 1. Lauf     | 1. Lauf | 2. Lauf     | 2. Lauf | Gesamt      | Gesamt |
| Athleten               | Wettbewerbe | Zeit        | Rang    | Zeit        | Rang    | Zeit        | Rang   |
| ---------------------- | ----------- | ----------- | ------- | ----------- | ------- | ----------- | ------ |
| Frauen                 |             |             |         |             |         |             |        |
| Isabella Kao Shin Yuan | Slalom      | 1:02,92 min | 23      | 1:01,53 min | 18      | 2:04,45 min | 18     |
| Aerin Alexandra King   | Slalom      | 56,77 s     | 16      | 56,22 s     | 16      | 1:52,99 min | 14     |
| Eloise Yung Shih King  | Slalom      | 55,80 s     | 15      | 54,69 s     | 13      | 1:50,49 min | 13     |
| Samantha Zhong Hiu Yiu | Slalom      | DSQ         | DSQ     | DSQ         | DSQ     | DSQ         | DSQ    |
| Männer                 |             |             |         |             |         |             |        |
| Adrian Yung            | Slalom      | 49,00 s     | 12      | 47,80 s     | 8       | 1:36,80 min | 10     |
| Lucas Wong Chi Hao     | Slalom      | 54,14 s     | 24      | 53,42 s     | 20      | 1:47,57 min | 19     |
| Wu Hao Yang            | Slalom      | DNS         | DNS     | DNS         | DNS     | DNS         | DNS    |
| Lu Kin Pok             | Slalom      | 1:00,96 min | 37      | 1:01,55 min | 31      | 2:02,51 min | 31     |